# José López Orozco
José Clemente López Orozco (Foz, Lugo, 15 de septiembre de 1947) es un profesor, escritor y político español, alcalde del municipio de Lugo entre 1999 y 2015.

## Inicios
Estudió el bachillerato en Lugo, desde donde marchó a la Universidad de Salamanca, ciudad en la cual se licenció en Filosofía y Letras. Después, realizó cursos de doctorado en la Universidad de Santiago de Compostela. Tras trabajar unos años como profesor interino, se incorpora en 1977 en calidad de Catedrático al instituto de Enseñanza Secundaria Mixto 1, después llamado Juan Montes, de Lugo, donde dio clases de Filosofía. Entre sus alumnos estuvo José Blanco, exvicesecretario general del Partido Socialista Obrero Español (PSOE) y exministro de Fomento. Posteriormente se traslada al Instituto Lucus Augusti, antiguo Instituto Masculino, también de Lugo.

## Trayectoria política
Su primera militancia se desarrolla en el PSP (Partido Socialista Popular) de Lugo, junto con Jesús Vilela, Ramón Farré, Pablo Pardo, José Silvosa y otros destacados socialistas lucenses. A partir de las elecciones de 1977 se afilia al PSOE, junto con José Blanco (miembro de las juventudes del PSP) y algunos otros miembros del partido en Lugo (como Pablo Pardo) que se resienten del fracaso obtenido por el PSP en las elecciones del 15 de junio. Desde entonces ha ocupado diversos cargos en la agrupación de Lugo, llegando a presidente de dicha agrupación.
Ha sido delegado provincial de la Consejería de Cultura y Deportes de la Junta de Galicia en Lugo durante el gobierno socialista entre 1987 y 1990.
En 1999 se presenta como candidato a la alcaldía de Lugo, quedando su candidatura en segundo lugar tras el Partido Popular, pero al no obtener esta formación la mayoría absoluta, pactó con el  Bloque Nacionalista Galego (BNG), siendo investido alcalde en julio de 1999. En las elecciones de 2003, obtiene mayoría absoluta con 13 concejales. Tras las elecciones municipales de mayo de 2007 gana de nuevo las elecciones pero pierde un concejal, gobernando desde entonces en minoría al no haber un pacto entre el Partido Socialista de Galicia (PSdeG) y el BNG. En las elecciones de 2011 se mantiene en la alcaldía recuperando el apoyo del BNG, que entra en el gobierno local, pero lo abandona meses más tarde rompiendo el acuerdo por la presunta imputación del alcalde como investigado. Desde entonces volvería a gobernar en solitario hasta 2015.
En 2015 obtiene 8 concejales, frente a 9 del PP. La fragmentación del pleno municipal le obligaba a pactar con el partido Lugonovo, emergente en aquel momento, que contaba con 3 concejales. Por su parte, el BNG bajaba a 2 concejales, aparecía Ciudadanos con otros 2 y entraba, por primera vez, Esquerda Unida con 1 concejal. Todos los partidos se negaron a apoyar la investidura de Orozco por su imputación, especialmente Lugonovo, por lo que tras un tiempo de duda, acaba renunciando a su acta de concejal, consiguiendo que el ayuntamiento siguiese siendo socialista de la mano de su número 2, Lara Méndez, que consiguió gobernar en minoría con el apoyo de investidura de los demás partidos de izquierda.
Tras su retirada política se mantiene completamente alejado de la vida pública y política, pero es activo en su cuenta de Twitter, donde trata temas relacionados con la política, la filosofía y los acontecimientos de actualidad.
Durante la guerra interna en el PSOE entre Susana Díaz y Pedro Sánchez por la secretaría general, en un principio se mostró públicamente partidario de la primera. No obstante, como socialista convencido y conciliador, aprobó la victoria de Sánchez.
En 2012 fue elegido primer presidente del PSdeG-PSOE, siendo Pachi Vázquez el secretario general. En el congreso del partido en septiembre de 2013 decidió dimitir del cargo para dejar paso a una renovación y centrarse en Lugo. Fue sucedido en el año 2017 por Xoaquín Fernández Leiceaga, que sigue en el cargo.

## Publicaciones
Es autor de varios libros, entre otros, Homenaje a Ortega, en colaboración con profesores de Filosofía de Lugo, con motivo del centenario de su nacimiento, y El Empleo. Reto del momento, en la XIV semana Galega de Filosofía en 1977. También ha colaborado en los diarios El Progreso y La Voz de Galicia sobre temas de actualidad, filosofía y política. 
| Predecesor: Joaquín García Díez | Alcalde de Lugo 1999-2015           | Sucesor: Lara Méndez                |
| Predecesor: Abel Caballero      | Presidente del PSdeG-PSOE 2012-2013 | Sucesor: Xoaquín Fernández Leiceaga |